# Негативная идентичность

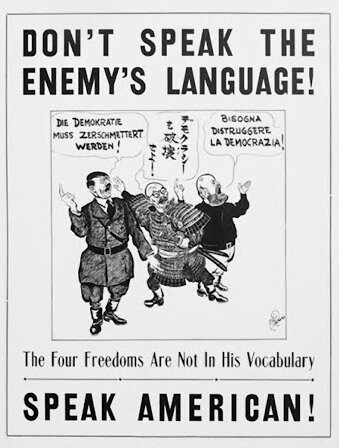
Американский плакат времён Второй мировой войны

Негати́вная иденти́чность — форма личной и коллективной идентичности «от противного», идентификация того, кем «я» или «своя» группа себя не считают, кого считают своим врагом, какие ценности отвергают. Негативная идентичность отражена в образе врага. При негативной идентичности «свои» позитивные характеристики, включая достоинства и добродетели выражаются посредством отрицания их у «других», неприязни, агрессивных проекций своих негативных качеств на других, приписывание другому своих негативных мотивов и особенностей.
Главной функцией негативной идентичности, как и позитивной, является оформление и сохранение целостного представления о «себе» или «своих» как полноправном социальном и политическом субъекте. Если позитивная идентичность опирается на положительные и плодотворные различия «себя» или «своих» и «других», то негативная основана на отрицательных аспектах оппозиции, «другой» воспринимается как «враг», с которым следует бороться, или как «ничтожество», которое подлежит уничтожению. На практике позитивная идентичность предполагает диалог, негативная порождает ксенофобию, насилие и создаёт конфликты. Как правило, обе формы действуют вместе и взаимодополняемы. Однако негативный аспект может выходить на первый план. Общество может рассматриваться как социальной субъективность, самоопределяющаяся посредством насилия через негативную идентичность.
Ксенофобия не может ограничиваться агрессией по отношению к одной этнической, религиозной или социальной группе или меньшинству, но в конкретных социальных контекстах может выделяться преимущественный объект негативной идентичности.
Национальная идентичность в аспекте «образа для других» также может включать негативную составляющую.

## Распространение
Негативный аспект идентичности прослеживается в античных противопоставлениях «варваров» «эллинам» и «диких и кровожадных» народов «цивилизованным» римлянам и персам, однако особое значение получает на рубеже XVIII—XIX веков, когда формируются современные национальные государства, национализм основы современной системы международных отношений; а также меняется само общества в условиях промышленной революции, появления мегаполисов, повышения и ускорения социальной мобильности. Определяющей стала массовая пропаганда в ходе мировых войн, обозначавших противников как врагов, которые дегуманизировались и демонизировались в качестве источника экзистенциальной угрозы. Одно из наиболее значимых идеологических выражений данного опыта — концепция, созданная немецким правоведом Карлом Шмиттом, которую он впервые изложил в статье «Понятие политического» (Der Begriff des Politischen, 1932). По его мнению, что различение между другом и врагом представляет собой первофеномен политики и основу взаимодействия, борьбы в человеческих сообществах.
Негативный аспект обычно преобладает у таких сообществ, как криминальные группы, молодёжные субкультуры, религиозные фундаменталистов, девиантные профессионалы типа джазменов, исследованных Г. П. Беккером. В криминальной субкультуре негативная идентичность (в России — «фраер», «лох», «чушка», «петух», «мусор» и др. против позитивных статусов «вора», «блатного» и др.) направлена на поддержание иерархии и легитимирование дисциплинирующих и насильственных практик.
Преобладающий негативный аспект характерен также для отдельных индивидов и сообществ в конкретных условиях или на определённых этапах, как правило, в начальный период существования либо в период кризиса. Примерами служат подростки, системные маргиналы, а также политические, религиозные или направленные на социальную реформацию сообщества в их начальный этап. Христианство в начальный период строило идентичность на борьбе с «иудеями» и «язычниками», ислам — с «кафирами», а феминизм с 1960-х годов — с патриархатом. После встраивания движения в имеющуюся социально-политическую систему либо её изменения под себя и в случае, если устремление не даёт результата, негативный аспект идентичности уступает позитивному или происходит его рутинизация с переходом в «хроническую» форму. В радикальных формах негативный аспект идентичности создаёт образ врага, который, как утверждается, опасен для самого существования сообщества и его необходимо уничтожить. Образы врага также ситуативны, формируясь в связи с войнами, революциями, резкими социальными переменами или в тоталитарных режимах. Структурами негативной идентичности нередко провоцируется и легитимируется предельное насилие, включая террор «сверху» и «снизу», военные преступления, акты геноцида. Так, геноцид в Руанде в 1994 году последовал за несколькими десятилетиями активизации негативной идентичности хуту против тутси и панического распространения идеи угрозы от Руандийского патриотического фронта.
Схоже негативная идентичность действует в рамках культуры, включая науку, философию, искусство, при критике старых парадигм и смены их на новые. Для отдельных интеллектуальных течений эта идентичность более характерна. Так, марксисты, неомарксисты и современные левые опираются на критику капитализма, а франкфуртская школа (М. Хоркхаймер и Т. Адорно, Э. Фромм), традиционалисты (Р. Генон, Ю. Эвола и т. д.) а также авторы вроде Ж. Бодрийяра — на критику «бездуховности» нынешнего мира. Сюрреалистами, футуристами и дадаистами отвергались все предшествующие формы, в рамках литературы того же времени модернистами отвергался классический роман, постмодернистами — модерн, многие новейшие движения — постмодерн. Динамика здесь происходит так же, оппозиция предоставляет начальный импульс, однако затем происходит её нивелирование или рутинизирование, после она сменяется чем-то другим.
Социальная психология нередко интерпретирует негативную идентичность как идентификацию с группами маргинальных, девиантных и преступных индивидов, когда идентичность строится как противостояние относительно «нормального» обществу. В целом такая перспектива примыкает к социологическим исследованиям девиантности, преступности, «тотальных институтов» и т. д. Ирвингом Гофманом в работе «Стигма: Заметки об управлении испорченной идентичностью» (Stigma: Notes on the Management of Spoiled Identity, 1963) негативный аспект идентичности инвалидов, безработных, пациентов психиатрических клиник и заключённых тюрем был описан как «стигма», «испорченная идентичность», представляющая собой переживание собственной ущербности. К этому феномену близко явление «самоненависти», усвоения конкретной группой созданных во внешней среде внешних негативных представлений о них же самих. Самым известным примером, благодаря которому этот термин был введён, стала «еврейская самоненависть». Явление дало название книге, написанной еврейско-немецким публицистом Теодором Лессингом (Der jüdische Selbsthaß, 1930), рассматривавшем представления, имевшие место в среде еврейской интеллигенции, но сформировавшиеся в их антисемитском окружении. Среди «чёрных» среднего класса в США, странах Африки и на Ямайке присутствует «авторасизм». В начале XXI века распространились пластические операции «отбеливания» кожи и негативный образ собственного тела у женщин.
Негативная идентичность оказывает влияние на девиантное поведение подростков. Кризис идентичности может выражаться в формировании качества личности, определяемого как негативная персональная идентичность. Эта идентичность строится по принципу «против кого-то», «от противного» с опорой на враждебность, неприятие, агрессивность и противодействие. Результатом становится упрощение видения мира, сводящегося к однолинейности, примитивизму и фанатизму, что может обрести формы экстремизма и терроризма. В рамках экстремизма отвергаются общечеловеческие морально-нравственные ценности и признание ценности «другого» в межличностных коммуникациях. Основу становления экстремиста составляет деформация его личности, ставшая результатом кризиса в обретении персональной идентичности. Предотвращение реализации и распространения экстремистских представлений и настроений может осуществляться главным благодаря образования, которое способствует смену идентичности на позитивную.
Объектом негативной идентичности часто становились евреи, воспринимающиеся этнически и социально маркированная группа, «удобная» для проведения политически или националистически обусловленных враждебных и агрессивных настроений, переноса коллективной вины или ответственности за различные события, состояние фрустрации общества или неудач проводимой властями политики.
Распад Советского Союза привёл к восприятию всего советского как негативного и требующего демонтажа, включая прежние ценности. Отрицание старой идеологии имело следствием отрицание идеологии вообще и патриотизма. Отвержение старой идеологии и ценностей произошло и в других постсоветских странах. Новая идентичность получила существенный негативный аспект отрицания советского наследия. В привычном понимании слово «патриот» не имеет значения негативной идентичности, указывая, что человек любит свою родину и испытывает гордость за свою национальную принадлежность. Постсоветская негативная идентичность смещает смысл этого понятия в сферу отрицательных значений, что связано также с отождествлением патриотизма национального и государственного как наследием длительного слияния в сознании советского человека понятий родина и государство. Ю. М. Лотман писал о бинарной семиотической структуре, характерной для русской культуры: каждая новая трансформация ценностного поля культуры происходит через полное отрицание предшествующего состояния. Российская идентичность в аспекте «образа для других» включает заметную негативную составляющую, представления о своей стране как недостаточно «цивилизованной» или просто «варварской», акцентирование внимания на технологической отсталости, неразвитости институтов гражданского общества, медицины, непрестижности образования и науки.

## Изучение
Понятие применяется в первую очередь в социологии, но также в психологии, в основном социальной. Социология рассматривает коллективный аспект идентичности, её роль в сообществе, как эта идентичность позволяет сообществу пройти стадии формирования, мобилизации и преодоления кризисов. Психология обычно изучает отдельного индивида, его внутреннее становление и социализацию, часто утверждая, что имеет место «деструктивное» воздействие негативного аспекта идентичности на личность. Понятие негативной идентичности может применяться и в пределах других дисциплин, в том числе юриспруденции, где может относиться к активному неприятию ценностей общества или безразличию к ним. При то понимании к носителям негативной идентичностью могут быть отнесены атеисты, чайлдфри и др.
В рамках социальной психологии термин введён Эриком Эриксоном в работе «Идентичность: юность и кризис» (Identity: Youth and Crisis, 1968), который выделил три типа идентичности: позитивную, негативную и смешанную. Негативная касается болезненного разлада и нарушения внутренней самотождественности конкретной личности, противоречие друг другу её установок или противоречие установкам её окружения. В «чистом» вид такой образ себя является разрушительным, поэтому происходит его он сублимирование, вытеснение либо перенос на других индивидов или группы, что создаёт образ врага. Помимо этого аспекта психологическая трактовка корреспондируется с социологической в трактовке причинно-следственных связей негативной идентичностью и насилия. По словам Эриксона, «Неудивительно, что молодые люди, не склонные к литературной рефлексии, могут вместить в себя столь глубокую негативную идентичность лишь путём агрессии, а то и вспышек насилия». Переносом своих потаённых страхов на других исследователь объясняет также акты насилия, возникающие во взаимоотношениях племён, наций и государств.